# Reza Goodary
Mohammadreza Goodary (en persa: محمدرضا گودری‎; Teherán, 14 de diciembre de 1988), conocido por su nombre profesional Reza Goodary (en persa: رضا گودری‎), es un artista marcial mixto iraní. Es el primer iraní en pelear en seis disciplinas de karate, muay thai, Jiu-jitsu brasileño, bare-knuckle boxeo, grappling y artes marciales mixtas y ha registrado 299 peleas profesionales.